# Myoxanthus punctatus
Myoxanthus punctatus é uma espécie de orquídea (Orchidaceae) originária do Brasil.